# Museo de Arte de Río Grande del Sur Ado Malagoli
El Museo de Arte de Río Grande del Sur Ado Malagoli (MARGS) es un museo brasileño con sede en Porto Alegre, capital del estado de Río Grande del Sur, perteneciente al gobierno estadual. Se ubica en la Praça da Alfândega en pleno centro histórico de la ciudad.
Creado por el gobierno de Río Grande del Sur en 1954, bajo la dirección de Ado Malagoli, pronto reunió una importante colección y asumió un papel destacado en el panorama artístico del sur del país, siendo uno de los responsables de la consagración definitiva del modernismo entre la población de Río Grande del Sur. Desde entonces, el MARGS ha ido perfeccionando sus funciones y afirmándose en el panorama museístico brasileño como la mayor y más importante colección pública de arte de Río Grande del Sur, realizando exposiciones de renombrados artistas locales y nacionales y acogiendo importantes muestras del extranjero. Sin embargo, su trayectoria ha estado marcada por graves crisis periódicas y mucha polémica.

### Historia

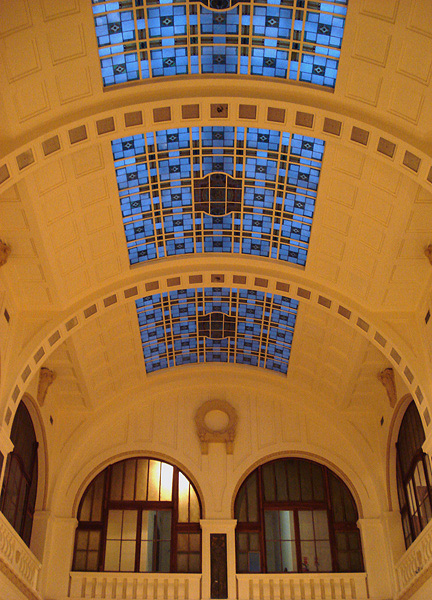
Vitral sobre la sala principal

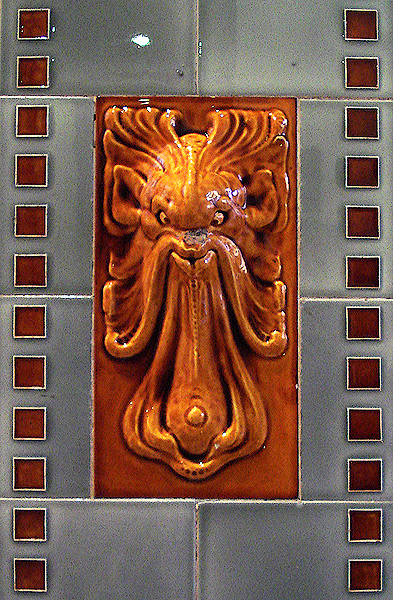
Azulejos decorativos en el vestíbulo

El MARGS es una institución subordinada a la Secretaría de Cultura estadual. A diferencia de otros museos que se fundan cuando ya existe una colección que espera ser organizada e institucionalizada, el MARGS se creó en 1954 sin colección ni sede propia, en una audaz iniciativa del entonces Secretario de Cultura José Mariano de Freitas Beck. Aún faltaba un nombre para gestionar el proyecto y la elección recayó en Ado Malagoli, un laureado pintor que, afortunadamente, también poseía las indispensables dotes de organizador y agitador cultural, así como una sólida formación intelectual y académica. La iniciativa reflejó la creación de otras instituciones culturales similares en Brasil, como el Museo de Arte de São Paulo (MASP), en 1947; el Museo de Arte Moderno de São Paulo (MAM-SP), en 1948; y el Museo de Arte Moderno de Río de Janeiro (MAM-RJ), en 1952.
El MARGS surgió como uno de los primeros proyectos museológicos de importancia estatal. En el momento de su creación, el único museo significativo de la ciudad y del estado era el Museo Júlio de Castilhos, cuyo perfil era más histórico que artístico. El planteamiento de Malagoli pretendía claramente actualizar el panorama artístico local mediante la creación de una colección de prioridades regionales y nacionales, incluidos artistas contemporáneos. Según la investigadora Marilene Burtet Pieta, este papel de actualización se hizo aún más evidente con las primeras exposiciones temporales presentadas, que discutían la modernidad en Brasil, las nuevas posibilidades de expresión, rescataban áreas desatendidas como el arte ingenuo y el arte sacro, introducían el internacionalismo, y a través de sus ciclos de conferencias, que, entre otros temas, trataban sobre el coleccionismo, la legitimación de la vanguardia y el sistema institucional del arte en el estado..
El museo se instaló por primera vez en el vestíbulo del Theatro São Pedro, y la primera exposición de la institución, titulada Arte Brasileño Contemporáneo, tuvo lugar en 1955, en la Casa das Molduras. En 1958 inauguró una exposición de Cândido Portinari, que atrajo a un público numeroso y sirvió para consolidar la presencia de MARGS en el circuito artístico local.
A partir de la década de 1970, la institución comenzó a documentar sistemáticamente sus actividades e inició la publicación de un Boletín Informativo, además de mudarse a su actual sede. En la década de 1980, el museo ganó más visibilidad, recibió mejoras en su estructura e instalaciones y celebró exposiciones impactantes, como el Salón Caminhos do Desenho Brasileiro, además de publicar varios libros sobre importantes artistas locales. En esta década también se fundó la Asociación de Amigos del MARGS.
Con la restauración completa que sufrió el edificio en los años 90, recuperando toda su infraestructura y recibiendo aire acondicionado y modernos equipos de exposición, el MARGS pudo por fin impulsar una rápida expansión de sus actividades y proyectarse definitivamente en el panorama museístico nacional e incluso internacional. En esta época, el "Centro de Restauración" se dotó de un restaurador permanente, lo que hizo que el museo también fuera independiente en este campo.
Desde su fundación, el museo ha sido un agente decisivo en la dinamización del circuito cultural de Rio Grande do Sul. En los últimos años ha llevado a Porto Alegre importantes exposiciones, como tapices del Petit Palais de París, un grupo de esculturas de Auguste Rodin y una selección de piezas finiseculares del Museo de Orsay, obras renacentistas]] de los Uffizi, una espléndida colección de pintura del Museu Nacional de Belas Artes, parte de la Colección Gilberto Chateaubriand del Museo de Arte Moderno de Río de Janeiro, y la serie completa de grabados de Goya de la Colección Caixanova, de España, entre muchas otras. También ha albergado secciones especiales de la Bienal del Mercosur en todas sus ediciones.
Durante muchos años, en virtud de un acuerdo entre el Estado de Rio Grande do Sul y el Ayuntamiento de Porto Alegre, el MARGS albergó en su depósito las dos pinacotecas municipales, y se le permitió utilizar las obras para enriquecer las exposiciones del museo. Hoy en día, estas importantes colecciones vuelven a estar bajo el cuidado del municipio, en el Paço Municipal.

## Historia del edificio
El MARGS ocupa un edificio que fue construido para ser la sede de la Agencia Tributaria del Estado. Para llevar a cabo la obra, el gobierno federal abrió un concurso público en 1912 en el que el único postor fue la empresa de ingeniería de Rudolph Ahrons, presentando un lujoso proyecto presupuestado en unos 800 contos de réis. Sin embargo, el entonces ministro de Hacienda, Francisco Sales, consideró que Porto Alegre no necesitaba un palacio para la instalación de un mero cargo público, y anuló el concurso alegando un coste desorbitado.
Entonces el ministro delegó en uno de sus subordinados la creación de un proyecto alternativo muy sencillo, un cobertizo similar al de una casa de familia acomodada. Ahrons volvió a competir por la construcción de este plan con una oferta mucho más barata que no se llegó a realizar sólo debido a la salida de Sales del ministerio. En su lugar llegó Rivadávia Correia, un positivista gaúcho. Uno de sus primeros actos fue proponer a Ahrons la rescisión del contrato de construcción del galpón, lo que fue aceptado, y la obra que se realizó siguió el primer proyecto presentado por el ingeniero, pero ahora presupuestado en mil doscientos cincuenta contos de réis.

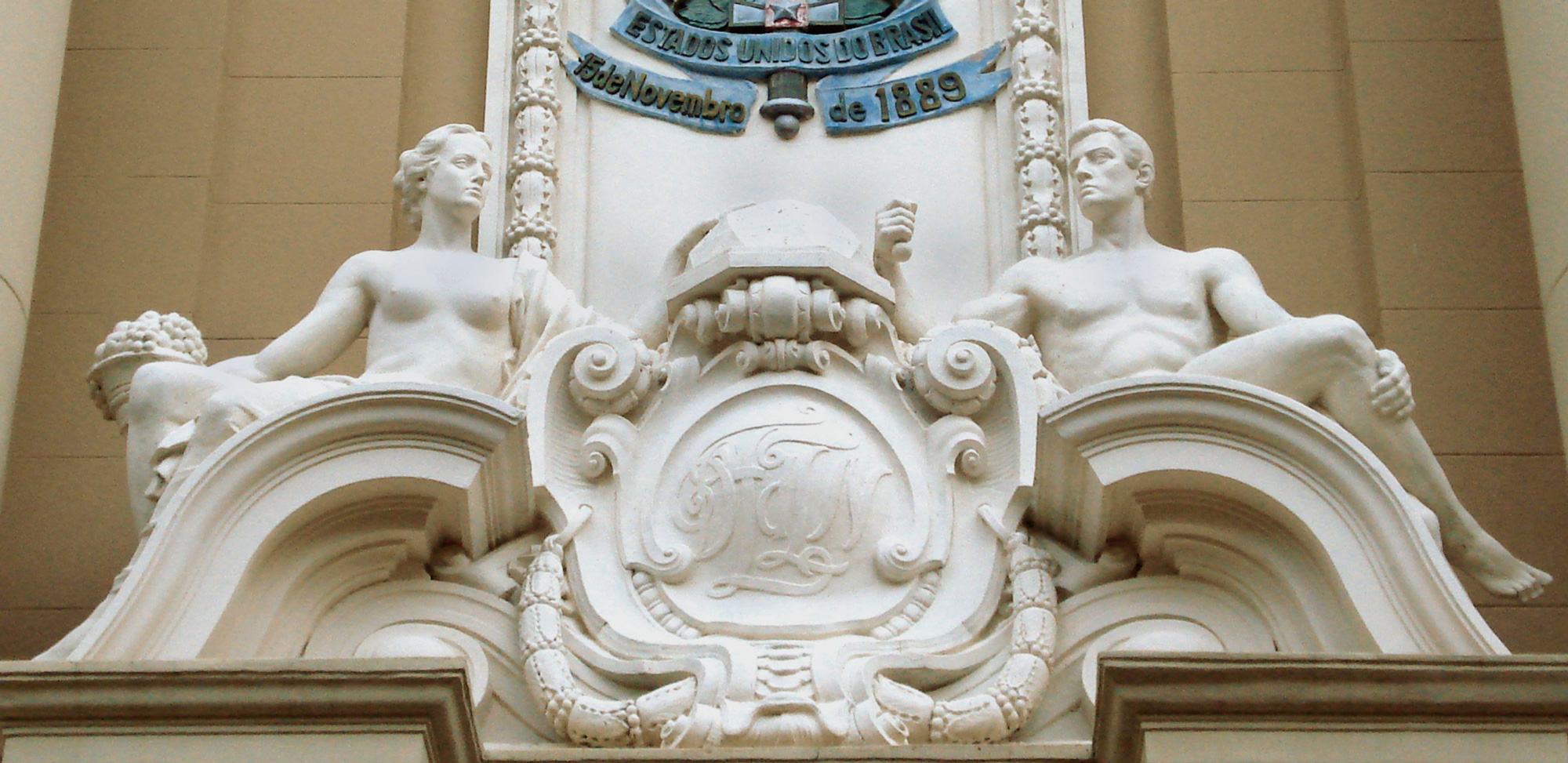
Las estatuas de Ceres y Hermes en el frontispicio, por Alfred Adloff

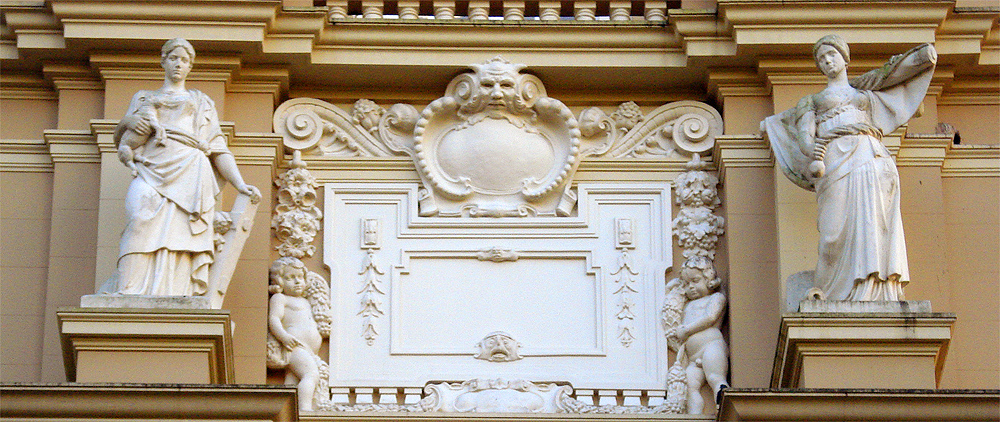
Detalle de la fachada con las estatuas alegóricas de la Ganadería y la Navegación

Las obras se iniciaron finalmente el 1 de septiembre de 1913, empleando a 300 trabajadores, siendo la decoración interior y exterior realizada por el taller de João Vicente Friedrichs con la participación de Franz Radermacher, Victorio Livi y Alfred Adloff, autor este último de todas las esculturas de la fachada y del interior. En marzo de 1914, las obras estaban casi terminadas sólo faltando instalar las cúpulas de bronce que habían sido encargadas a Alemania pero no entregadas por haber sido confiscadas por el gobierno alemán para utilizarlas en la fundición de cañones para la Primera Guerra Mundial. El edificio permaneció sin tejado en las torretas hasta 1922.
El proyecto arquitectónico del edificio fue diseñado por el alemán Theodor Wiederspahn, que vivió en Porto Alegre y fue el arquitecto más destacado que trabajó en la ciudad en las primeras décadas del siglo XX. Entre los elementos de la fachada destaca la estatuaria del frontispicio con las figuras reclinadas de Ceres (representando la agricultura) y Hermes (simbolizando el comercio), bajo un gran escudo de la República. En el tercer piso, en la base de los torreones, hay estatuas alegóricas de la industria, la ganadería, la navegación y la arquitectura. Estos elementos sitúan al MARGS como uno de los edificios más ejemplares de la escultura de fachada de Porto Alegre (período 1900-1928), fenómeno presente en otros edificios proyectados por Wiederspahn. En el interior, el vestíbulo y la sala principal están decorados con mármol blanco, azulejos con motivos geométricos en el suelo, estucos en relieve en el techo y azulejos de colores en las paredes, algunos de los cuales presentan rostros y figuras en relieve. También hay una gran vidriera en el vestíbulo principal y tallas de madera en las puertas y otras aberturas. Las demás dependencias interiores, ocupadas originalmente por las oficinas de la Agencia Tributaria, carecen de decoración significativa.
El edificio no empezó a utilizarse como museo hasta 1978 y fue incluido en la lista de bienes catalogados por el Instituto del Patrimonio Histórico y Artístico Nacional (IPHAN) y el Instituto del Patrimonio Histórico y Artístico del Estado de RS (IPHAE) en 1981 y 1985 respectivamente. A finales de la década de 1990 fue completamente restaurado y sus instalaciones fueron adaptadas para convertirlo en un museo acorde con las convenciones museológicas contemporáneas y capaz de albergar exposiciones de nivel internacional, aunque sus dimensiones son relativamente modestas.
Actualmente, los espacios están ocupados de la siguiente manera :
- Planta baja - vestíbulo, despacho del director, centros administrativos, AAMARGS, reserva técnica, salón de actos, cocina y taller. También hay un restaurante fuera del edificio.
- Primera planta: tres salas de exposiciones, una despensa, una cafetería y una tienda de arte.
- Segunda planta: cinco salas de exposiciones, una despensa, dos auditorios y el Centro de Documentación e Investigación con su biblioteca.
- Tercera planta: terraza abierta con torres para laboratorios de restauración y talleres de arte.